# Claus Pfeufer
Claus Pfeufer (* 16. April 1937; † 4. November 2024) war ein deutscher Fußballspieler. In der DDR-Oberliga, der höchsten Spielklasse im DDR-Fußball, spielte er von 1957 bis 1968 für mehrere Leipziger Fußballclubs. Er war mehrfacher Nachwuchs-Nationalspieler.

## Sportliche Laufbahn
Bis 1956 spielte Claus Pfeufer bei der SG Zwenkau, zuletzt in der viertklassigen Bezirksliga. Zur Saison 1957 wechselte er zum Oberligisten SC Rotation Leipzig. Nach anfänglichen Versuchen als Stürmer setzte ihn Trainer Hans Studener vor 4. Spieltag an als linken Verteidiger ein, und er kam bis zum Saisonende auf insgesamt 22 Oberligaspiele. In dieser Saison wurde Pfeufer auch in den Kader der DDR-Nachwuchsnationalmannschaft berufen, für die er bis 1958 vier Länderspiele bestritt. Auch dort wurde er wie in Leipzig als Linksverteidiger eingesetzt. Abgesehen von der Spielzeit 1959, wo er neun Wochen verletzt ausfiel, war Pfeufer bis 1963 Stammspieler beim SC Rotation. Von 1958 bis 1962 war er auch in der Leipziger Stadtauswahl gesetzt, mit der er 13 Spiele im europäischen Messestädte-Pokal absolvierte.
1963 wurde der Leipziger Oberligafußball umstrukturiert. Die Fußballsektionen der beiden Sportclubs SC Rotation und SC Lokomotive Leipzig wurden aufgelöst und auf die neugebildeten Fußballsektionen des SC Leipzig und der BSG Chemie Leipzig aufgeteilt. Dem SC Leipzig wurden die vermeintlich besten Spieler zugewiesen, unter ihnen war auch Claus Pfeufer. Auch unter seinem neuen Trainer Rudolf Krause blieb Pfeufer linker Verteidiger, und er fiel in seiner ersten Saison beim SC Leipzig 1963/64 erneut mehrere Wochen aus, sodass er von den 26 Oberligaspielen nur 17 Partien bestreiten konnte. Für den SC Leipzig endete die Saison enttäuschend, denn er landete hinter der schwächer eingeschätzten BSG Chemie Leipzig, die überraschend Meister wurde, nur auf Platz drei. Auch der Einzug in das Endspiel um den DDR-Fußballpokal brachte nicht den erhofften Erfolg, denn der SC Leipzig verlor mit Pfeufer als Linksverteidiger 2:3 gegen den SC Aufbau Magdeburg. In den Spielzeiten 1964/65 bis 1966/67 wurde Pfeufer nur noch sporadisch in der Oberliga eingesetzt, von den in dieser Zeit 78 ausgetragenen Punktspielen bestritt er nur 15 Begegnungen. Im Herbst 1965 kam er allerdings zu zwei weiteren Einsätzen im Messepokal, an dem jetzt der SC Leipzig teilnahm.
Von 1966 an spielte Pfeufer für den neugebildeten 1. FC Lokomotive, der aus der beim SC Leipzig ausgegliederten Fußballsektion entstanden war. Obwohl er 1966/67 nur fünf Oberligaspiele bestritt hatte, kam er auch in dieser Saison für den 1. FC Lok zu zwei Messepokalspielen, dabei wirkte er in den beiden Viertelfinalspielen gegen den FC Kilmarnock (1:0, 0:2) mit. In seiner letzten Oberligasaison 1967/68 bestritt Pfeuer noch einmal elf Punktspiele zwischen dem 6. und 21. Spieltag und wurde auch in den beiden Zweitrunden-Messepokalpartien gegen Vojvodina Novi Sad (0:0, 0:2) aufgeboten. Im Sommer 1968 beendete Claus Pfeufer seine Laufbahn als Oberligaspieler. In seinen elf Erstligaspielzeiten war er auf 198 Punktspieleinsätze gekommen, als Abwehrspieler hatte er dabei nur ein Tor erzielt. Im Messepokal hatte er 19 Mal mitgespielt.
Nach seiner aktiven Laufbahn war er bis 2003 bei Lok Leipzig bzw. dem VfB Leipzig als Nachwuchstrainer aktiv, trainierte dabei unter anderem Dieter Kühn, Matthias Lindner und Olaf Marschall.